# Château d'eau Saint-Charles
Le château d'eau Saint-Charles est un ancien château d'eau qui a été réhabilité et transformé en logements, à Vandœuvre-lès-Nancy en Meurthe-et-Moselle.

## Localisation
Le château d'eau Saint-Charles est situé rue Gabriel-Péri dans la commune de Vandœuvre-lès-Nancy, à proximité du parc Richard-Pouille. 

## Histoire
Le château d'eau Saint-Charles a été construit en 1908, sur les plans d'Eugène Griffon. Sa construction a nécessité une grue de 45 m de haut.
Il a été entièrement réhabilité et réaménagé en 1990, afin d'y héberger 18 logements sociaux de la SA HLM de la ville de Vandœuvre. Ce sont les architectes Jean-Luc André et Claude Prouvé qui ont conçu et mené le chantier, considéré comme une « prouesse architecturale ». Il n'en existe que très peu de ce type en France, et de nombreux étudiants en architecture demandent à le visiter.

## Description
La cuve d'origine du château d'eau avait une capacité de 1 000 m3. Le diamètre de la tour est de 17 m pour une hauteur de 35 m.
Les logements sont répartis sur 8 niveaux, et sur les 18 logements figurent 12 duplex.
La principale particularité est qu'on n'y trouve quasiment pas d'angle droits, les murs épousant la courbure d'origine du bâtiment, et aucun mur n'est parallèle avec un autre.